# Kamil Vladislav Muttich
Kamil Vladislav Muttich, křtěný Vladislav Jan, používal pseudonym Camil Orfano – Muttich (10. února 1873 Praha – 6. listopadu 1924 Nymburk), byl český akademický malíř a ilustrátor.

## Život
Narodil se v Praze na Starém Městě jako syn kantýnského Jana Františka Mutticha z Černého Kostelce a jeho manželky Veroniky, rozené Macháčové. V letech 1892–1894 studoval figurální malbu na  Akademii výtvarných umění v Praze u profesora Maxmiliána Pirnera. Studijní cesta jej zavedla do Itálie, kde se projevil jeho zájem o romantická orientální témata. Věnoval se návrhům plakátů, obálkám a ilustracím časopisů i knih, nejdříve v secesním stylu a technice chromolitografie. V roce 1899 ilustroval časopis Podřipská Střela. 
Na počátku první světové války pobýval jako válečný invalida ve vojenské nemocnici ve Vysokém na Jizerou. V letech 1915–1916 byl ředitelem tamějšího divadelního spolku, stal se hercem, maskérem i malířem divadelních dekorací. Na počátku 20. let 20. století žil v Mladé Boleslavi, kde byl zakladatelem lyžařského spolku Himalaja. Je autorem krkonošského hřebenového značení, takzvaných němých značek. Ty slouží od roku 1923 do dnešních dnů. Pro Ski klub Vysoké nad Jizerou navrhl vlajku a odznak. Maloval podobizny, krajiny a orientální motivy. Kromě toho ilustroval časopisy, maloval plakáty, reklamy, pohlednice a divadelní dekorace. Pracoval pro větší litografické závody nejenom v Čechách, ale i v Německu. Byl kmenovým ilustrátorem časopisu Zlatá Praha. Ilustroval mimo jiné Babičku od Boženy Němcové (rok 1897), nebo Barončinu závět od Elišky Krásnohorské (rok 1925).
Zemřel v listopadu 1924. Je pohřben na Vinohradském hřbitově v Praze.

## Rodina
V listopadu 1897 se na Vinohradech oženil se Zdenkou Baronovou (1878), s níž měl dvě dcery Kamilu (1899) a Evženii (1901).  

## Galerie

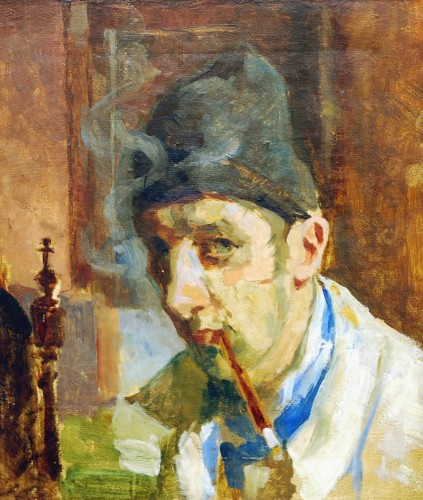
Kamil Vladislav Muttich - Autoportrét
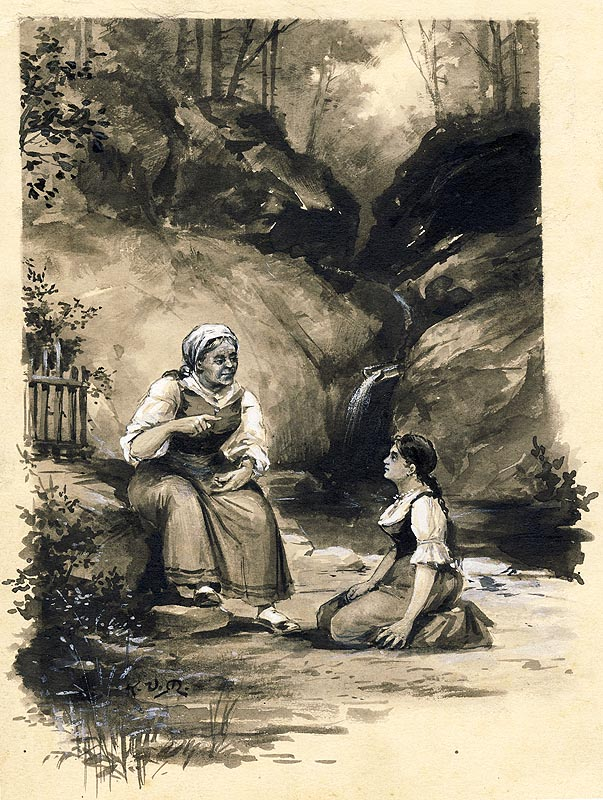
Kamil Vladislav Muttich - Babička III - Ilustrace
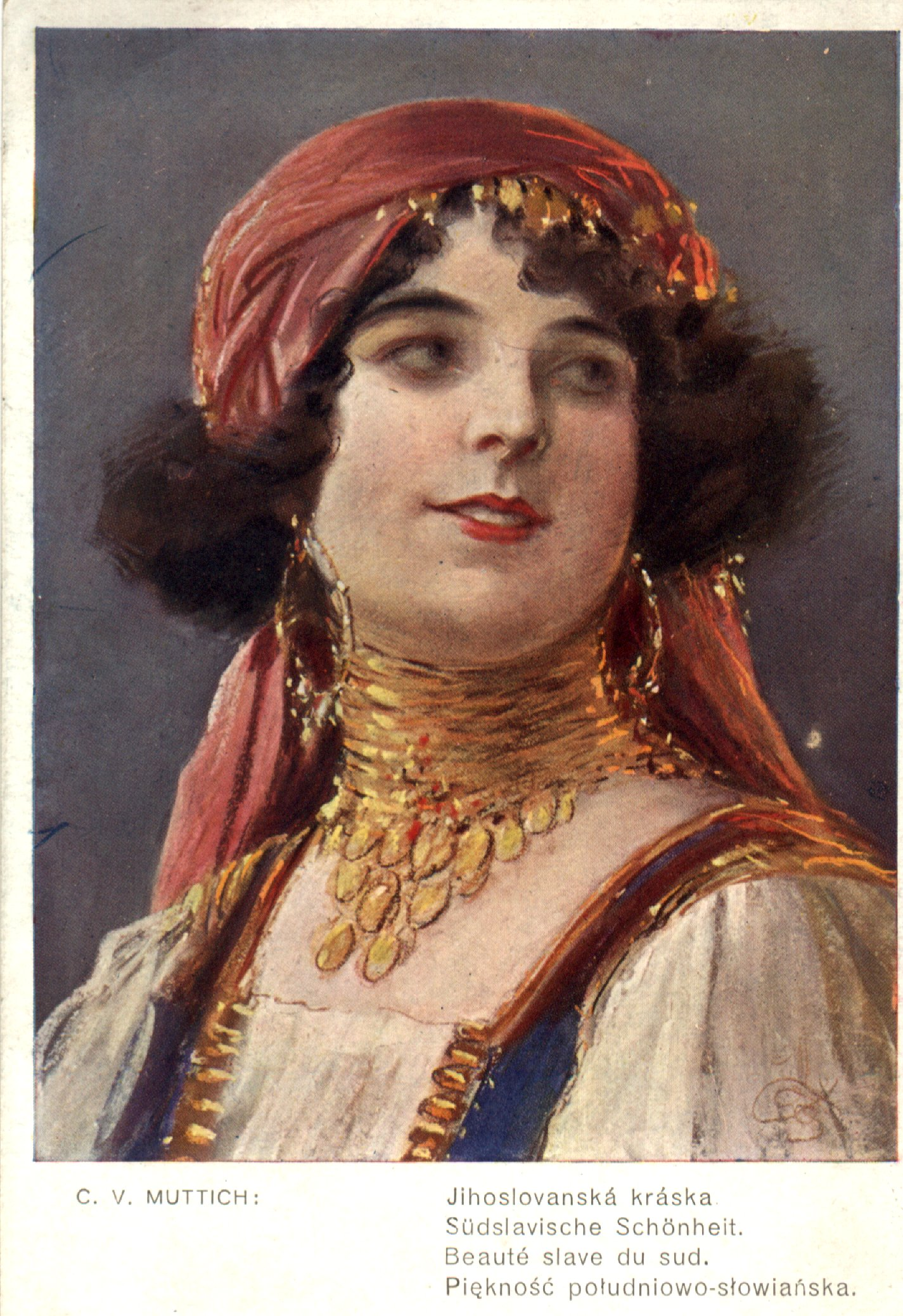
Kamil Vladislav Muttich – Jihoslovanská kráska (cca 1914)
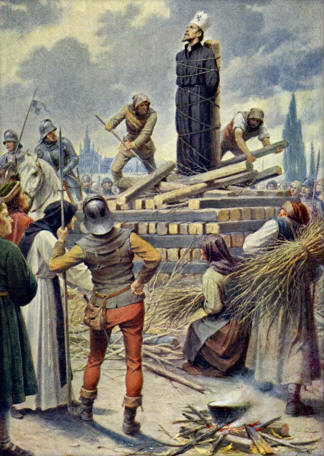
Kamil Vladislav Muttich - Mistr Jan Hus na hranici v Kostnici 1415
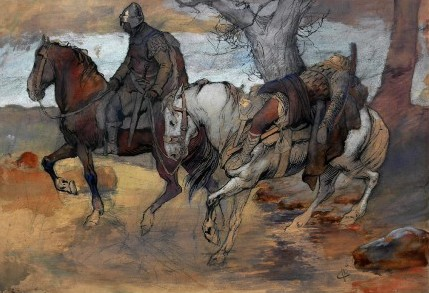
Kamil Vladislav Muttich - Husita na Baltu
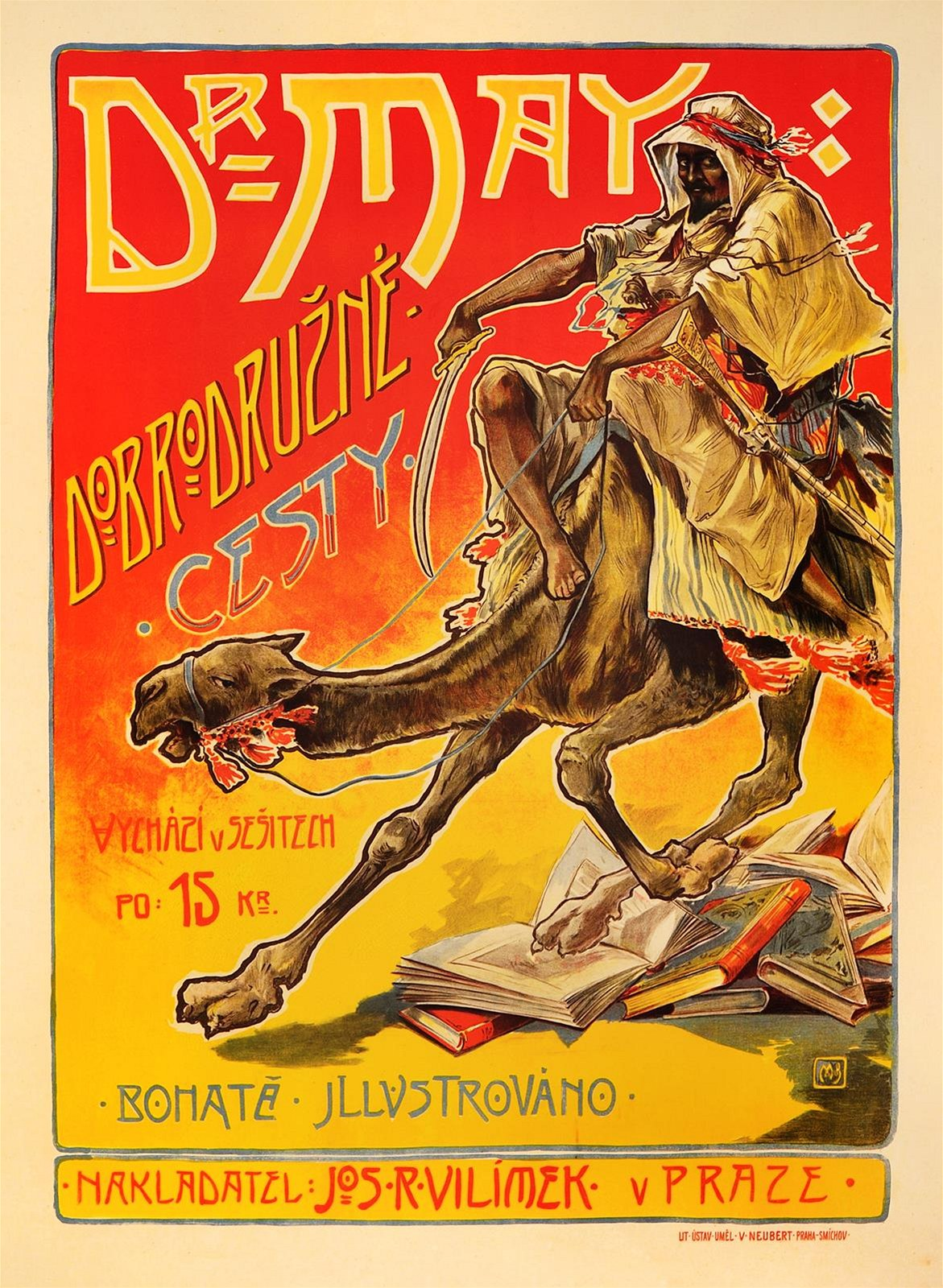
Karel May, Dobrodružné cesty (1899)
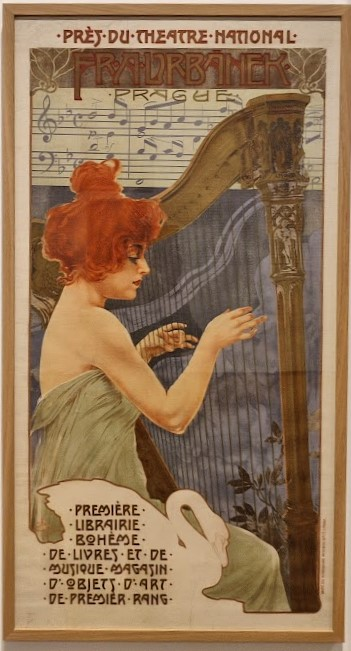
Plakát vydavatele hudebnin Fr. Urbánka (1904)